# Província de Manguistau
La província de Manguistau (en kazakh: Маңғыстау облысы és una província del Kazakhstan. La seva població és de 373.400 habitants i té una extensió de 165.600 km². La seva capital és la ciutat d'Akhtau (port de la mar Càspia), amb una població de 154.500 habitants (2004).

## Història
Per al 2018 planificà la construcció de plantes d'energia eòlica i solar.

## Geografia
La província està situada al sud-oest del país. Té gran part de la costa de la mar Càspia del Kazakhstan. Limita al sud amb el Turkmenistan; a l'est amb l'Uzbekistan i la província d'Aktobé i al nord amb la província d'Atirau. L'oest de la regió hi ha la Península de Manguistau on es troba l'altiplà de Manguistau. I a l'est de la província hi ha el gran altiplà d'Ustiurt. En l'era soviètica es van descobrir jaciments del petroli, el que va afavorir que florís la indústria a la zona.
La província de Manguistau posseeix diversos paisatges i terres desèrtiques, des de la depressió del mar Caspi fins a les zones muntanyoses. El punt més alt es troba a la muntanya Otpan (556 m.) I punt més baix és el fons de la cavitat de Karagie (-132 m.).

## Clima
Degut al seu extens territori, la província té una gran varietat de condicions climàtiques. L'hivern és molt fred a l'altiplà d'Ustiurt, situada al nord. En conjunt el clima és continental amb hiverns freds i estius suaus. La temperatura mitjana al gener és de -3 °C; al juliol de 26 °C. La precipitació mitjana anual és de 150 mm.